# Сабуров Нурлан Алібекович
Нурлан Алібекович Сабуров (каз. Nūrlan Älıbekūly Saburov, нар. 22 грудня 1991, Степногірськ, Акмолинська область, Казахстан) — казахський і російський комік, який здобув широку популярність завдяки виступам у жанрі стендап. У 2013 році спробував себе в рубриці «Відкритий мікрофон» в шоу «Stand Up» на ТНТ. Потрапивши на телебачення, прославився зухвалим стилем поведінки.
З квітня 2019 року — ведучий шоу «Що було далі?», яке виходить на YouTube.

## Дитинство і юність
Нурлан Сабуров народився й виріс у Степногорську, Республіка Казахстан. У дитинстві захоплювався боксом. Після закінчення школи переїхав до Єкатеринбурга, щоб отримувати вищу освіту в Уральському федеральному університеті на факультеті фізкультури. Грав у КВК, виступав за університетську команду, практикувався в жанрі стендап. Разом із друзями організовував виступи в барах і на концертних майданчиках.

## Кар'єра
В Єкатеринбурзі познайомився з коміком Дмитром Романовим, який порадив йому подати заявку на участь у «Відкритому мікрофоні» при Stand Up. У 2014 році Сабуров переїхав до Москви з Єкатеринбурга разом із сім'єю, вже виступаючи на телебаченні як резидент шоу «Stand Up» на ТНТ.
У 2017 році відправився в тур «IQ» по містах Росії й Казахстану. У грудні 2018 року зняв свій перший сольний стендап-концерт на телебаченні.
Наприкінці квітня 2019 року на каналі LABELCOM на YouTube вийшов перший випуск гумористичного шоу «Що було далі?», ведучим якого є Нурлан.
У травні 2020 року Forbes назвав Сабурова одним із найбільш перспективних росіян до 30-ти років, помістивши 28-річного коміка в рейтинг «З0 до 30» в категорії «Нові медіа». Згідно з виданням, гонорар Сабурова за виступ оцінюється в $10,000.

### Російське вторгнення в Україну
У квітні 2022 року під час концертного туру США відмовлявся озвучувати свою позицію щодо російського вторгнення в Україну, натомість жартував з натяками на страх перед російською владою й заявляв про те, що «нічим не зобов'язаний» глядачам, які ставили йому питання. Позиція коміка призвела до суперечок у соціальних мережах. Силами української діаспори й генконсула, запланований на 16 квітня концерт у Чикаго був скасований.
Особливо відомий своїм жартом «Вибачте, це місячні?», який був спрямований жінці, яка вийшла на сцену в білій сукні з червоними плямами, що символізувало вбитих під час війни українок.

## Особисте життя
Нурлан одружений із Діаною, з якою познайомився в студентські роки в Єкатеринбурзі. У пари двоє дітей: дочка Мадіна (нар. 2012) і син Тагір (нар. 2017).